# Кузяев, Макадест Яхиевич
Макадест Яхиевич Кузяев (1939) — советский футболист, нападающий. Мастер спорта СССР (1963).

## Биография
Карьеру начал в команде класса «Б» «Зенит» Ижевск в 1957 году. В 1963 году перешёл в команду первой подгруппы класса «А» «Динамо» Ленинград, в 29 играх забил 8 мячей. В двух следующих сезонах во второй группе класса «А» за «Динамо» провёл 59 матчей, забил 19 голов. В 1966 году в днепропетровском «Днепре» забил один гол в 19 играх. Далее играл в командах «Звезда» Кировоград (1967), «Сталь» Днепропетровск (1967), «Локомотив» Днепропетровск (1968—1969).
Родственник футболистов Кабира (младший брат), Адьяма (дядя), Руслана и Далера Кузяевых (двоюродный дед).